# تپه خرمن باشوکی
تپه خرمن باشوکی مربوط به دوران پیش از تاریخ ایران باستان است و در شهرستان بیجار، بخش مرکزی، روستای باشوکی واقع شده و این اثر در تاریخ ۲۴ فروردین ۱۳۸۲ با شمارهٔ ثبت ۸۰۶۱ به‌عنوان یکی از آثار ملی ایران به ثبت رسیده است.